# Дарко Војводић
Дарко Војводић (Фоча, 8. мај 1970) бивши је српски и југословенски фудбалер, а данас фудбалски тренер.

## Каријера
На почетку фудбалске каријере наступао је за тимове из Србије: Лозница, Бадњевац и Напредак Крушевац. Играо је за Раднички Крагујевац у Другој лиги СР Југославије сезоне 1995/96. Затим је потписао за Сартид из Смедерева који је играо у Првој лиги СР Југославије 1998. године. У сезони 1999/00. био је најбољи стрелац Сартида у првенству са девет постигнутих голова. Затим је играо за клуб из Црне Горе, Сутјеска Никшић и постигао три гола.
Од 2002. године је играо за клубове из Федерације БиХ: Слобода Тузла, Челик Зеница, Будућност Бановићи у Премијер лиги Босне и Херцеговине. Играчку каријеру је завршио 2008. године у Слободи из Тузле.
Након играчке каријере посветио се тренерском послу. Углавном је тренирао фудбалске клубове из Републике Српске и Федерације БиХ. Почео је 2009. године у Сутјесци из Фоче и завршио прву половину сезоне на врху Прве лиге Републике Српске. Затим је био тренер ФК Пролетера из Теслића одакле је прешао у Дрину Зворник септембра 2010. Такође је тренирао Слободу Тузла, Раднички Лукавац, ГОШК Габела, Славија Источно Сарајево и Травник.
Од марта 2018. је први тренер у стручном штабу Борца из Бања Луке, а на том месту је остао до 2019. године. У септембру 2019. године постао је нови тренер Радничкoг из Крагујевац. Крајем 2019. године преузео је Олимпик из Сарајева који игра у Првој лиги Федерације БиХ.

## Успеси
- Индивидуални
  - Најбољи стрелац Сартида из Смедерева у Првенству СР Југославије 2000. године.[3]

## Приватно
Даркови родитељи су Светислав и Изета Војводић, који живе у Фочи.